# Vassimont-et-Chapelaine
Vassimont-et-Chapelaine település Franciaországban, Marne megyében. Lakosainak száma 62 fő (2022. január 1.). Vassimont-et-Chapelaine Soudron, Bussy-Lettrée, Connantray-Vaurefroy, Haussimont, Lenharrée és Montépreux községekkel határos.

## Népesség
A település népessége az elmúlt években az alábbi módon változott:
| Lakosok száma | 115  | 101  | 79   | 71   | 56   | 59   | 61   | 65   | 64   | 62   |
|               | 1968 | 1982 | 1990 | 2006 | 2013 | 2015 | 2017 | 2019 | 2020 | 2022 |